# Papoea-Nieuw-Guinea op de Olympische Zomerspelen 2004
Papoea-Nieuw-Guinea nam deel aan de Olympische Zomerspelen 2004 in Athene, Griekenland. Net als tijdens alle eerdere edities werd geen medaille gewonnen.

## Deelnemers en resultaten

### Atletiek
| Olympiër    | Discipline      | Resultaat | Prestatie                  |
| ----------- | --------------- | --------- | -------------------------- |
| Mowen Boino | 400m horden (m) | 30e       | serie 4: 7de in 50,97 (NR) |
|             |                 |           |                            |
| Mae Koime   | 100m (v)        | 44e       | serie 7: 6de in 12,00 (NR) |

### Gewichtheffen
| Olympiër  | Discipline | Resultaat | Prestatie                                                     |
| --------- | ---------- | --------- | ------------------------------------------------------------- |
| Dika Toua | -53kg (v)  | 6e        | trekken: 6de met 75kg stoten: 5de met 102,5kg totaal: 177,5kg |

### Zwemmen
| Olympiër  | Discipline           | Resultaat | Prestatie                  |
| --------- | -------------------- | --------- | -------------------------- |
| Ryan Pini | 100m vrije slag (m)  | 39e       | serie 4: 3de in 51,11      |
| Ryan Pini | 100m rugslag (m)     | 20e       | serie 3: 3de in 55,97 (NR) |
| Ryan Pini | 100m vlinderslag (m) | 18e       | serie 5: 2de in 53,26 (NR) |

Afghanistan · Albanië · Algerije · Amerikaanse Maagdeneilanden · Amerikaans-Samoa · Andorra · Angola · Antigua en Barbuda · Argentinië · Armenië · Aruba · Australië · Azerbeidzjan · Bahama's · Bahrein · Bangladesh · Barbados · België · Belize · Benin · Bermuda · Bhutan · Bolivia · Bosnië en Herzegovina · Botswana · Brazilië · Britse Maagdeneilanden · Brunei · Bulgarije · Burkina Faso · Burundi · Cambodja · Canada · Centraal-Afrikaanse Republiek · Chili · China · Chinees Taipei · Colombia · Comoren · Congo-Brazzaville · Congo-Kinshasa · Cookeilanden · Costa Rica · Cuba · Cyprus · Denemarken · Djibouti · Dominica · Dominicaanse Republiek · Duitsland · Ecuador · Egypte · El Salvador · Equatoriaal-Guinea · Eritrea · Estland · Ethiopië · Fiji · Filipijnen · Finland · Frankrijk · Gabon · Gambia · Georgië · Ghana · Grenada · Griekenland · Groot-Brittannië · Guam · Guatemala · Guinee · Guinee‑Bissau · Guyana · Haïti · Honduras · Hongarije · Hongkong · Ierland · IJsland · India · Indonesië · Irak · Iran · Israël · Italië · Ivoorkust · Jamaica · Japan · Jemen · Jordanië · Kaaimaneilanden · Kaapverdië · Kameroen · Kazachstan · Kenia · Kirgizië · Kiribati · Koeweit · Kroatië · Laos · Lesotho · Letland · Libanon · Liberia · Libië · Liechtenstein · Litouwen · Luxemburg · Macedonië · Madagaskar · Malawi · Malediven · Maleisië · Mali · Malta · Marokko · Mauritanië · Mauritius · Mexico · Micronesië · Moldavië · Monaco · Mongolië · Mozambique · Myanmar · Namibië · Nauru · Nederland · Nederlandse Antillen · Nepal · Nicaragua · Nieuw-Zeeland · Niger · Nigeria · Noord-Korea · Noorwegen · Oeganda · Oekraïne · Oezbekistan · Oman · Oostenrijk · Oost‑Timor · Pakistan · Palau · Palestina · Panama · Papoea-Nieuw-Guinea · Paraguay · Peru · Polen · Portugal · Puerto Rico · Qatar · Roemenië · Rusland · Rwanda · Saint Kitts en Nevis · Saint Lucia · Saint Vincent en Grenadines · Salomonseilanden · Samoa · San Marino · Sao Tomé en Principe · Saoedi-Arabië · Senegal · Servië en Montenegro · Seychellen · Sierra Leone · Singapore · Slovenië · Slowakije · Soedan · Somalië · Spanje · Sri Lanka · Suriname · Swaziland · Syrië · Tadzjikistan · Tanzania · Thailand · Togo · Tonga · Trinidad en Tobago · Tsjaad · Tsjechië · Tunesië · Turkije · Turkmenistan · Uruguay · Vanuatu · Venezuela · Verenigde Arabische Emiraten · Verenigde Staten · Vietnam · Wit-Rusland · Zambia · Zimbabwe · Zuid-Afrika · Zuid-Korea · Zweden · Zwitserland